# 3602 Lazzaro
A 3602 Lazzaro (ideiglenes jelöléssel 1981 DQ2) a Naprendszer kisbolygóövében található aszteroida. Schelte J. Bus fedezte fel 1981. február 28-án.